# Константин Йотов
Константин Иванов Йотов е български офицер, полковник от военноинженерното ведомство, военен инженер за поръчки при щаба на Македоно-одринското опълчение през Балканската (1912 – 1913) и Междусъюзническата война (1913), командир на 11-а пионерна дружина и едновременно с това началник на инженерните войски в 11-а пехотна макеоднска дивизия, началник на инженерните войски при 11-а германска армия през Първата световна война (1915 – 1918).

## Биография
Константин Иванов Йотов е роден на 17 януари 1866 г. в Габрово, Османска империя. На 7 ноември 1887 г. завършва в 9-и випуск на Военното на Негово Княжеско Височество училище, произведен е в чин подпоручик и зачислен в инженерните части. Служи в Пионерния полк. На 7 ноември 1890 е произведен в чин поручик, а на 2 август 1895 в чин капитан. През 1902 г. като капитан от 2-ра пионерна дружина е командирован за обучение във Военноелектротехническата школа в Санкт Петербург, Русия, която завършва през 1906 година.
През 1900 г. капитан Йотов служи като командир на рота от 2-ра пионерна дружина, на 18 май 1906 е произведен в чин майор, а от 1909 г. е дивизионен инженер в 7-а пехотна рилска дивизия. През 1911 г. е произведен в чин подполковник. На 1 януари 1912 г. е назначен за помощник-командир на Телеграфната дружина. По време на Балканската (1912 – 1913) и Междусъюзническата война (1913) подполковник Константин Йотов е военен инженер за поръчки при щаба на Македоно-одринското опълчение. През август 1913 г. е назначен за командир на Телеграфната дружина, на която служба е до септември 1913 година. На 1 октомври 1915 е произведен в чин полковник.
По време на Първата световна война (1915 – 1918) полковник Йотов служи като командир на 11-а пионерна дружина и началник на инженерните войски в 11-а пехотна макеоднска дивизия, за която служба съгласно заповед № 679 от 1917 г. по Действащата армия е награден с Народен орден „За военна заслуга“ III степен без военно отличие. По-късно е назначен за началник на инженерните войски при 11-а германска армия, за която служба съгласно заповед № 464 от 1921 г. по Министерството на войната е награден с Военен орден „За храброст“ IV степен, 1 клас.
След войната е началник на инженерните войски на 1-ва военна инспекция, а през 1919 г. е уволнен от служба.
Полковник Константин Йотов умира на 30 август 1930 г.

## Военни звания
- Подпоручик (7 ноември 1887)
- Поручик (7 ноември 1890)
- Капитан (2 август 1895)
- Майор (18 май 1906)
- Подполковник (1911)
- Полковник (1 октомври 1915)

## Образование
- Военно на Негово Княжеско Височество училище (до 7 ноември 1887)
- Военноелектротехническа школа в Санкт Петербург, Русия (1902 – 1906)

## Награди
- Военен орден „За храброст“ IV степен, 2 клас
- Орден „Св. Александър“ IV степен с мечове по средата
- Народен орден „За военна заслуга“ V степен на обикновена лента
- Народен орден „За военна заслуга“ III степен без военно отличие (1917)
- Народен орден „За военна заслуга“ III степен с военно отличие
- Военен орден „За храброст“ IV степен, 1 клас (1921)
- Орден За заслуга на обикновена лента